# Los Pintores Argentinos en LRA Radio Nacional
Los Pintores Argentinos en LRA Radio Nacional (1959) fue una exposición nacional de arte figurativo moderno que reunió 30 obras pictóricas de artistas plásticos diversos, incluyendo figuras de gran renombre como ser Antonio Berni, Raúl Soldi, Juan del Prete, Carlos Alonso, Norah Borges. 
Producida por el periodista y crítico de arte Cayetano Cordova Iturburu de LRA Radio Nacional, la selección de obras fue armada basándose en pinturas que habían ilustrado la revista programa de LRA Radio Nacional entre 1957 y 1959. 
Este evento ocurre en el marco de la renovación y modernización del arte argentino que se había puesto en marcha tras el derrocamiento del gobierno de Juan Perón y formó parte de las varias iniciativas surgidas tanto del sector público como del privado para "promover la identidad del arte Argentino, ubicarlo en el mundo, y asegurar su ansiado reconocimiento" tras un largo periodo de aislamiento internacional.
La exposición se llevó en gira por las siete provincias Argentinas en donde la radio tenía emisoras: Mendoza, Córdoba, Salta, Formosa, Buenos Aires and La Pampa, habiéndose inaugurado el 22 de julio de 1959 en la sede de Mendoza.

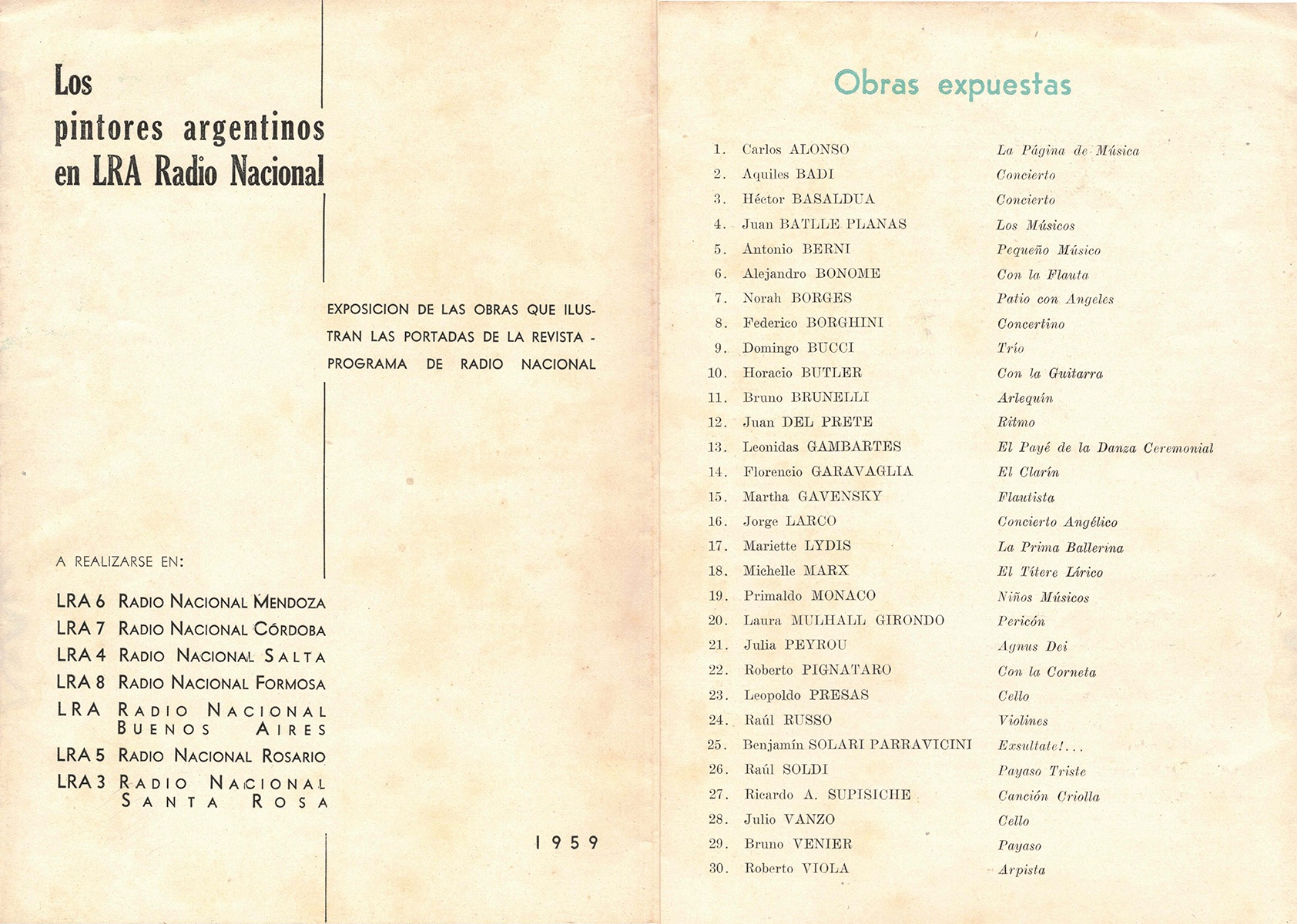
Interior del catálogo de la exposición de obras que ilustraron las portadas de la revista Programa de Radio Nacional.

## Lista de obras expuestas y autores
| Autor                       | Título de la obra              |
| --------------------------- | ------------------------------ |
| Carlos Alonso               | La página de música            |
| Aquiles Badi                | Concierto                      |
| Héctor Basaldua             | Concierto                      |
| Juan Batlle Planas          | Los músicos                    |
| Antonio Berni               | Pequeño músico                 |
| Alejandro Bonome            | Con la flauta                  |
| Norah Borges                | Patio con ángeles              |
| Federico Borghini           | Concertino                     |
| Domingo Bucci               | Trío                           |
| Horacio Butler              | Con la guitarra                |
| Bruno Brunelli              | Arlequín                       |
| Juan del Prete              | Ritmo                          |
| Leonidas Gambartes          | El paye de la danza ceremonial |
| Florencio Garavaglia        | El Clarín                      |
| Martha Gavensky             | Flautista                      |
| Jorge Larco                 | Concierto angélico             |
| Mariette Lydis              | La prima ballerina             |
| Michelle Marx               | El títere lírico               |
| Primaldo Mónaco             | Niños Músicos                  |
| Laura Mulhall Girondo       | Pericón                        |
| Julia Peyrou                | Agnus Dei                      |
| Roberto Pignataro           | Con la corneta                 |
| Leopoldo Presas             | Cello                          |
| Raúl Russo                  | Violines                       |
| Benjamín Solari Parravicini | Exsultate!...                  |
| Raúl Soldi                  | Payaso triste                  |
| Ricardo A. Supisiche        | Canción criolla                |
| Julio Vanzo                 | Cello                          |
| Bruno Venier                | Payaso                         |
| Roberto Viola               | Arpista                        |